# Обновљиви извори енергије
Светска (цивилна) производња енергије 2016. по извору [IEA, 2018] (проценти од 24.973 TWh)
Обновљиви извори енергије (скраћеница енгл. RES од енгл. renewable energy sources) (погрешан назив Обновљива енергија) енергија је створена из природних извора, попут сунчеве светлости, ветра, кише, валова и геотермалне топлоте који су обновљиви (природно изнова пуњиви). Технологије обновљивих извора енергије укључују сунчеву енергију, снагу ветра, хидроенергију, енергију биомасе и биогорива. Готово сва обновљива енергија долази од Сунца. Сунце према Земљи зрачи око 5,25 / на дан (Сунчева константа је 1,366 -kW/m²}-). Након векова кориштења енергије фосилних горива, данас се глобална слика мења, а обновљива енергија се све више сматра једним од кључних чиниоца будућег развоја Земље.
У 2006. години око 18% укупно потрошене енергије произашло је из обновљивих извора енергије, при чему 13% отпада на традиционалну биомасу (спаљено дрво). Снага воде је следећи највећи обновљиви извор с 3%, а топла вода (грејање) следи с 1,3%. Из нових технологија попут геотермалне енергије, енергије ветра, Сунца и океана заједнички је искориштено 0,8% од укупно потрошене енергије. Техничке могућности за њихову употребу су велике, премашујући све остале већ доступне изворе, те су били препоручени као првенствени извори.
Технологије обновљивих извора енергије су каткад критиковане због тога што су испрекидане (неконтинуиране) или неугледне, а упркос томе тржиште још увек расте за много облика обновљивих извора енергије. Снага ветра се повећава 30% годишње уз глобално инсталиране капацитете од 100  и широко је употребљавана у неколико држава Европске уније и Сједињеним Америчким Државама. Производни излаз фотонапонске индустрије достигнуо је више од 2000 MW и фотонапонске електране су посебно популарне у САД, Немачкој, Шпанији, а у задње време и Кини. Сунчеве термоелектране се користе у Сједињеним Америчким Државама и Шпанији, при чему највећа од њих производи 354 MW и налази се у пустињи Мохаве. Највећа светска геотермална електрана је Гејсерс у Калифорнији са капацитетом од 1517 MW. Бразил има један од највећих светских програма употребе енергије обновљивих извора који укључује производњу биоетанола из шећерне трске и тренутно етанолно гориво чини 18% бразилског аутомобилског горива. Оно је такође доступно и у Сједињеним Америчким Државама.
Без обзира што на велико постоје многи пројекти и производња енергије из обновљивих извора, технологија истих се усмерила и ка малим, неумреженим применама, каткад у руралним срединама, где је енергија пресудна у људском развитку. Кенија има највећи светски удео малих (20 - 100 W) кућних сунчевих система с преко 30 000 проданих годишње.
Климатске промене попраћене високим ценама фосилних горива, вршне вредности нафте (енгл. peak oil) и повећањем потпоре влада усмерене су ка повећању закона и прописа, подстицању и комерцијализацији обновљивих извора енергије. Споразум који је потписан у марту 2007. од стране председавајућег Европске уније, условљава да би 20% национално произведене енергије требало да буде из обновљивих извора до 2020. уз одговарајуће смањење емисија угљен-диоксида , који је узрочник глобалног загревања. Улагања у обновљиве изворе су се с 80 милијарди америчких долара у 2005. попела на рекордних 100 милијарди у 2006. Енергија ветра је прва производила 1% електричне енергије, а сунчева енергија није далеко од тога. Нека велика предузећа попут БП, General Electric, Sharp и Royal Dutch Shell улажу у обновљиве изворе енергије.

## Врсте обновљивих извора енергије
Сва енергија на Земљи потиче примарно из три извора:
1. Сунчева енергија потиче од зрачења Сунца. Оно настаје као последица термонуклеарне реакције унутар Сунца које се ка Земљи преноси као читав спектар електромагнетног зрачења;
2. Распад изотопа тешких елемената, нуклеарна фисија;
3. Кретање планета - гравитациона енергија, која се на Земљи манифестује кроз енергију плиме и осеке.

Соларна енергија у ширем смислу, се на планети земљи манифестује директно, као:
- соларна енергија, непосредан и највећи извор енергије на Земљи. Она стално обнавља енергију водних снага, ветра, таласа, топлотног градијента у океанима и биоенергије кроз фотосинтезу.

Сунчева енергија је присутна и индиректно, кроз више видова енергија:
- хидроенергија, под којом се обично подразумева само енергија водотокова (тј. енергија река) пошто су енергија глечера и енергија морских струја у овом тренутку неисплативе и технички захтевне за коришћење. Енергија плиме и осеке не спада у овај облик.
- еолска енергија или енергија ветра потиче од кинетичке енергије ваздушних маса;
- енергија таласа, обично се наводи засебно, јер оригинално потиче од енергије ветра;
- топлотна енергија хидросфере, тј. топлота мора потиче од термалног градијента у морима и океанима;
- енергија биосфере или биолошка енергија, енергија настала фотосинтезом, тј. енергија биомасе, биогаса и уопште биогорива).

Енергија Сунца је такође акумулирана у фосилним горивима у облику хемијске енергије у остацима биомасе, у угљевима, тресету, нафти, природном гасу, шкриљцима итд. То је необновљив извор енергије.
Распад изотопа (нуклеарна фисија), може бити:
- у унутрашњости Земље - манифестује се као геотермална енергија
- вештачки изазван - нуклеарна енергија у ужем смислу. Ова енергије је суштински необновљив извор енергије, али се према неким гледиштима и он може сврстати у обновљиве.

Тренутно у свету око 13% потрошње примарне енергије потиче од обновљивих извора мада су технолошки капацитети значајно већи.
Насупрот обновљивим изворима су необновљиви извори енергије. Они би се могли дефинисати као извори за чије резерве се очекује да ће бити исцрпљене за максимално неколико стотина година, а чије би обнављање трајало вишеструко дуже.
Један вид трансформисане соларне енергије је и хемијска енергија фосилних горива, која су, суштински, само трансформисана биомаса. Међутим, овакав извор енергије, који је настао дејством сунчеве енергије пре дужег временског периода, не спадају обновљиве, већ спада у необновљиве изворе енергије, док нуклеарну енергију неки убрајају у обновљиве, а неки у необновљиве енергетске изворе.

## Хидроенергија
Хидроенергија, хидрауличка енергија или енергија воде је снага добијена из силе или енергије текуће водене масе, која се може употребити у човеку корисне сврхе. Пре него што је комерцијална електрична енергија постала широко доступна, енергија воде се користила за наводњавање и погон разних машина, попут воденица, машина у текстилној индустрији, пилана, лучких дизалица или лифтова.

### Хидроелектране
Хидроелектрана или хидроелектрична централа је постројење у којем се потенцијална енергија воде најпре претвара у кинетичку енергију њеног струјања, а потом у механичку енергију вртње вратила водне турбине те, коначно у електричну енергију у електричном генератору. Хидроелектрану у ширем смислу чине и све грађевине и постројења, које служе за прикупљање (акумулирање), довођење и одвођење воде (брана, захвати, доводни и одводни канали, цевоводи итд.), претварање енергије (водне турбине, генератори), трансформацију и развод електричне енергије (расклопна постројења, далеководи) те за смештај и управљање целим системом.
Искориштавање енергије водног потенцијала економски је конкурентно производњи електричне енергије из фосилних и нуклеарног горива, зато је хидроенергија најзначајнији обновљиви извор енергије. У задњих тридесет година производња у хидроелектранама је утростручена, а њен удео повећан је за 50%, за то је време производња у нуклеарним електранама повећана за 100 пута, а удео око 80 пута. Ти подаци показују да се производња у хидроелектранама брзо повећава, али значајно заостаје за производњом у нуклеарним електранама (али и термоелектранама). Разлог таквом стању лежи у чињеници да искориштавање хидроенергије има битна техничка и природна ограничења. Главно ограничење је захтев за постојањем обилног извора воде током целе годину, јер је складиштење електричне енергије скупо и врло штетно за околину, осим тога на одређеним локацијама је за поништавање утицаја осцилација водостаја потребно изградити бране и акумулације. Њиховом изградњом значајно се повећава инвестиција, утицаји на околину, потребна је заштита од потреса, а у задње време постоје и значајне терористичке претње.
Једном када је хидроелектрана завршена, није потребан новац за све скупље гориво, не ствара се опасан отпад (као код нуклеарних електрана) и ствара се готово занемарљива количина гасова стаклене баште (за разлику од термоелектрана). У свету су инсталиране хидроелектране са снагом од 777 GW, које дају 2998 TWh електричне енергије, у 2006. То је отприлике 20% светске производње електричне енергије свих врста, или 88% од свих обновљивих извора енергије.

### Мале хидроелектране
Мале хидроелектране су постројења у којима се потенцијална енергија воде (трансформисана енергија сунчевог зрачења) најпре претвара у кинетичку енергију њеног струјања (у статору водене турбине), а потом у механичку енергију (у ротору турбине) вртње вратила турбине те, коначно, у електричну енергију у генератору. Светски енергетски тренд последњих година је све већи искорак ка обновљивим изворима енергије. За мале хидроелектране се сматра да немају никакав штетан утицај на околину, за разлику од великих чија се штетност описује кроз велике промене екосистема (градња великих брана), утицаји на тло, поплављивање, утицаји на слатководни живи свет, повећана емисија метана и постојање штетних емисија у читавом животном циклусу хидроелектране које су углавном везане за период изградње електране, производње материјала и превоз. Велике количине воде у цевоводима питке воде саме се намећу као потенцијални извор енергије. С обзиром да је проток кроз цевовод постоји код водене бушотине, посебно на делу цевовода око извора, водоспрема и црпилишта, где се ток воде кроз цеви углавном постиже самом гравитацијском силом, постављање турбине и припадних електричних генератора су захвати који не угрожавају опскрбу питком водом, а истовремено производе електричну енергију. Данас се за технологију везану за хидроенергију, која се сматра обновљивим извором енергије, може рећи да је технички најпознатија и најразвијенија на светском нивоу, с изузетно високим ступњем делотворност. 22% светске производње електричне енергије долази из малих и великих хидроелектрана.

## Енергија ветра
Енергија ветра се претвара је у корисни облик енергије, електричну енергију, помоћу ветроелектрана. У класичним ветрењачама енергију ветра претварамо у механичку, те је као такву директно користи за млевење житарица или пумпање воде. Крајем 2007. инсталирана снага ветроелектрана у свету била је 94,1 GW. Тренутно ветроелектране покривају тек 1% светских потреба за електричном енергијом, док у Данској тај број износи 19%, Шпанији и Португалу 9%, Немачкој и Ирској 6% (подаци за 2007). Електричном енергијом из ветра ветроелектране снабдевају електро енергетску мрежу као што и појединачни ветроагрегати напајају изолована места. Ветар је богат, обновљив, лако доступан и чист извор енергије. Недостатак ветра ретко узрокује несавладиве проблеме када у малом уделу суделује у опскрби електричном енергијом, али при већем ослањању на ветар доводи до већих губитака.

### Ветроелектране
Ветроелектрана је низ блиско смештених ветроагрегата, најчешће истог типа, изложених истом ветру и прикључених посредством заједничког расклопног уређаја на електроенергетски систем. Ветроагрегат је ротирајућа машина која претвара кинетичку енергију ветра прво у механичку, а затим преко електричних генератора у електричну енергију. При томе се ротор ветротурбине и ротор електричног генератора налазе на истом вратилу. Ветроелектрана је обновљиви извор електричне енергије покретан кинетичком енергијом ветра.
Енергија ветра је у ствари облик сунчеве енергије. Сунце неравномјерно загријава различите делове Земље и то резултира различитим притисцима ваздуха, а ветар настаје због тежње за изједначавањем притисака ваздуха. Постоје делови Земље на којима дувају тзв. стални (планетарни) ветрови и на тим подручјима је искориштавање енергије ветра најисплативије. Добри положаји су обале мора и океана (приобална ветроелектрана), те пучина мора (плутајућа ветроелектрана). Пучина се истиче као најбољи положај због сталности ветрова, али цене уградње и превоза енергије успоравају таква улагања.

### Мали ветроагрегати
Мали ветроагрегат је по начину рада углавном једнак великим ветроагрегатима и с развојем индустрије примењују се нови материјали, чиме се битно побољшала поузданост и расположивост уређаја. Паралелно с развојем великих ветроагрегата почели су се развијати и мали ветроагрегати као засебно тржиште. Иако овакав састав захтева прилична почетна улагања, ценом је постао конкурентан традиционалним изворима енергије, ако се узме у обзир цели животни век постројења и изузеће трошкова прикључка на електричну мрежу. Малим ветроагрегатима се сматрају јединице до 10 kW, које су намењене задовољену енергетских потреба на нивоу домаћинства.

## Сунчева енергија
Сунчева енергија или соларна енергија је енергија Сунца, његова светлост и топлота коју људи користе од давнина уз помоћ разних технологија. Сунчева светлост уз друге обновљиве изворе као што су ветар, енергија таласа и биомаса, се рачунају у најчешће доступне обновљиве изворе енергије на Земљи. Употребљава се само мали део сунчеве енергије од оне која је на располагању. Сунчева енергија пружа електричну енергију помоћу топлотних машина или фотонапонских система. Једном претворена, њена употреба је ограничена само људском генијалношћу. Делимични попис сунчевих система укључује простор за грејање и хлађење кроз пасивну соларну архитектуру, питку воду кроз дестилацију и дезинфекцију, топлотну енергију за кување и високу температуру процеса топлоте за индустријске сврхе.
Сунчеве технологије су широко карактерисане или као пасивне или активне, зависно од начина сакупљања, претварања и расподеле сунчевог светла. Активне технике укључују употребу фотонапонских ћелија и сунчевих топловодних колектора (с електричном или механичком опремом) како би претворили сунчеву светлост у корисне излазне јединице. Пасивне технике укључују оријентацију зграде према Сунцу, одабир материјала с повољним термалним својствима или својствима распршивања светлости, те пројектовање простора код којих природно циркулише ваздух.

### Сунчеве термоелектране
Соларне термалне електране или сунчеве термоелектране су извори електричне струје добијене претварањем Сунчеве енергије у топлотну (за разлику од фотоволталика код којих се електрична енергија добива директно). С обзиром да немају штетних продуката приликом производње електричне енергије, а имају релативно добру ефикасност (20 - 40%), прориче им се светла будућност. Како је количина енергија која пада на површину изузетно велика, изградњом таквих електрана на сунчаним подручјима (нпр. Сахара) могло би се енергијом снабдевати велики део потрошача. Ипак, чак и на мањој скали могу постати врло битан фактор (нпр. на острвима).
Због потребе за високим температурама, готово сви облици соларних термалних електрана морају користити некакав облик концентрирања Сунчевих зрака с великог простора на малу површину. Како се током дана положај Сунца на небу мења, тако се стално мења и најповољнији угао под којим падају Сунчеви зраци на огледала, стога је потребно уградити системе који ће стално прилагођавати њихов положај. Ти системи су неопходни како би се добила што већа ефикасност, али уједно и највећи фактор у врло високим ценама сунчевих термоелектрана.
Смањења у цени су могућа складиштењем топлоте, а не струје, будући да је таква технологија данас јефтинија, а производња топлоте је ионако неопходна за рад оваквог типа електрана. Тиме је могуће такође добивати електричну енергију и онда када то иначе не би било могуће (за време смањене осунчаности - мера енергије сунчеве радијације примљене или предане од стране одређене површине у одређеном времену).

### Сунчеве фотонапонске електране
Фотонапонска електрана или сунчева фотонапонска електрана је фотонапонски систем који има мрежни систем, а то значи да произведену електричну енергију предаје у електроенергетски систем, за разлику од самосталног или острвског система у којима се произведена електрична енергија најчешће складишти у батерије или акумулаторе. Фотонапонске електране омогућују директно претварање сунчеве енергије у електричну и представљају један од најелегантнијих начина кориштења енергије Сунца. Начин рада фотонапонског (ФН) система заснива се на фотонапонском ефекту. Основни електронски елементи у којима се догађа фотонапонско претварање називају се сунчане ћелије. У практичним су применама сунчане ћелије међусобно повезане у веће целине које се зову фотонапонске плоче или фотонапонски модули. Фотонапонске плоче осигуравају механичку чврстоћу, те штите сунчане ћелије и контакте од корозије и спољних утицаја. Осим фотонапонских плоча, ФН систем се састоји од претварача (инвертер), батерија за чување електричне енергије, регулатора пуњења батерија и довода енергије потрошачима, заштитних уређаја, носача модула и потребних електричних инсталација.

### Сунчев топловодни систем
Сунчев топловодни систем користи сунчеву енергију, као обновљиви извор енергије, за загревавање потрошне топле воде, топловодно и топловаздушно гријање простора, хлађење простора, загревање пливачких базена, загревање водене паре ради производње електричне енергије и друго. Сунчев топловодни систем с присилним кружењем воде се састоји углавном од сунчевих топловодних колектора, сунчевог спремника топлоте, помоћног грејача, топловодних цеви, те пумпе и регулацијског склопа који њоме управља. Постоје и такве конструкције топловодних система, које омогућују рад система без пумпе и регулацијског склопа, а назива се термосифон или сунчев топловодни систем с природним кружењем воде.
У сунчевим топловодним системима најчешће се користе плочасти сунчеви колектори, а у новије време све више и вакуумски сунчеви колектори. Температуре радног медија који струји кроз колекторе (мешавина вода/гликол) обично се крећу 35 - 65 °C, зависно од годишњег доба, величине система и намене. Плочастим сунчевим колекторима могуће је у раду постићи температуре до 85 °C, а вакуумским до 100 °C, али у већини случајева тако високе температуре нису потребне, шта више оне изазивају велики пад топлотног искориштења колектора.

### Конверзија термалне енергије океана
Конверзија термалне енергије океана (енг.: Ocean thermal energy conversion, OTEC) је поступак стварања електричне енергије уз помоћ температурне разлике између дубоких и плитких слојева океана за покретање топлотног строја. Ефикасност и снага су боље тиме што је разлика температуре већа. Генерално гледајући, температурна разлика се повећава с опадајућом географском ширином, то јест близу екватора и тропског појаса. Најчешћа температура површине океана износи 27 °C, а у дубоким водама температура ретко пада испод 5 °C. Основни технички изазов ОТЕЦ-а је да се произведе значајан део енергије из јако малих температурних разлика. Максимална теоретска делотворност овог система постиже се повећањем делотворности топлотне размене у новијим конструкцијама.

## Геотермална енергија
Геотермална енергија постоји откад је створена Земља. Настаје полаганим природним распадањем радиоактивних елемената који се налазе у земљиној унутрашњости. Дубоко испод површине вода понекад доспе до вруће стене и претвори се у кипућу воду или пару. Кипућа вода може досегнути температуру од преко 150 °C, а да се не претвори у пару јер је под високим притиском. Кад та врућа вода доспе до површине кроз пукотину у земљиној кори, зовемо је врући извор. Ако излази под притиском, у облику експлозије, зове се гејзир. Врући извори се широм света користе као топлице, у здравствене и рекреацијске сврхе. Врућом водом из дубине Земље могу се грејати стакленици и зграде. На Исланду, који је познат по гејзирима и активним вулканима, многе зграде и базени греју се геотермалном врућом водом. Врућа вода и пара из дубине Земље могу се користити и за производњу електричне енергије. Буше се рупе у земљи и цеви се спуштају у врућу воду. Врућа вода или пара (под нижим притиском врућа вода се претвара у пару) успиње се тим цевима на површину. Геотермална електрана је као свака друга електрана, осим што се пара не производи изгарањем горива већ се црпи из земље. Даљи је поступак с паром исти као код конвенционалне електране: пара се доводи до парне турбине која покреће ротор електричног генератора. Након турбине пара одлази у кондензатор, кондензује се, да би се тако добијена вода вратила назад у геотермални извор.

### Геотермална електрана
Геотермална електрана је као свака друга електрана, осим што се пара не производи изгарањем фосилних или других горива, већ се црпи из земље. Даљи је поступак с паром исти као код конвенционалне електране: пара се доводи до парне турбине, која покреће ротор електричног генератора. Након турбине пара одлази у кондензатор, кондензује се, да би се тако добивена вода вратила натраг у геотермални извор. Реч геотермална долази од грчких речи geo (земља) и therme (топлота). Под појмом геотермална енергија сматрамо ону енергију која се може придобити из Земљине унутрашњости и користити у енергетске или неке друге сврхе.

## Енергија биомасе
Под енергијом биомасе подразумева се енергија која се у правилу ослобађа оксидацијом (горење) разних органских материјала. Најуобичајенији и најтрадиционалнији начин кориштења ове енергије је класична ватра. Сматра се да је откриће ватре, заправо њено контролисано кориштење, покренуло развој и „напредак“ људске врсте, односно цивилизације. Изгледа да је цивилизација сада затворила пун круг - након што је модерно друштво готово заборавило дрво и сличне материјале као гориво, а уљуљано у благодати модерне, помодне и јефтине нафте, сада се појављују разне директиве које траже да се толико и толико фосилних горива замени горивима из обновљивих органских извора.

### Биоелектране
Биоелектрана је електрана која користи енергију биомасе за добивање електричне енергије, а често и топлотне енергије за грејање (когенерација). Производња електричне енергије из биомасе је слична као и за фосилна горива - у термоелектранама; најпре се претвара у топлотну енергију носилаца (водена пара код парних турбина, природни гас код гасних турбина), претварање у механичку, а потом у електричну енергију. Ради повећања степена деловања користи се когенерација – истовремена производња топлотне и електричне енергије, при чему је потребан потрошач топлоте.
Мале когенерацијске електране су вишенаменски објекти, који из фосилних горива и биомасе поступком когенерације производе електричну и топлотну енергију, а у одређеним случајевима производи се и хладна вода за потребе хлађења. Горива за погон малих когенерацијских електрана су гасовита, течна и чврста. Одговарајуће топлотне снаге зависе од врсте енергетског агрегата и крећу се у распону од 20 до 20 000 .

### Гасификовање
Гасификовање или уплињавање је један облик непотпуног сагоревања чврстог горива (угаљ, биомаса, дрвени угаљ, градски отпад или слично) које настаје синтетички гас. Услед загревања на високој температури, чврсто гориво почиње да испушта запаљиве гасове, који не сагоревају због недостатка кисеоника. Дакле, помоћу овог поступка могуће је од дрвета или неког другог облика биомасе, произвести дрвни гас, који се може користити као погонско гориво за моторе с унутрашњим сагоревањем, најчешће за погон возила или за производњу електричне енергије помоћу агрегата. Гасификовањем дрвета настаје мешавина следећих запаљивих гасова: водоник (20%), угљен-моноксид (20%) и метан (3%). Осим ова три гаса настају и азот и угљен-диоксид који нису запаљиви.

### Фишер-Тропшовов поступак
Фишер-Тропшовов поступак је индустријска метода добивања угљоводоника из угљен-моноксида и водоника (синтетички гас). Поступак, развијен 1933. су Немци применили за добивање моторних горива у Другом светском рату. Водоник и угљен-моноксид мешају се у односу 2:1 и преводе при температури од 200 °C преко никла или кобалта као катализатора. Добијена смеша угљоводоника може се разделити у дизелску и бензинску фракцију. Усавршеним Фишер-Тропшовим поступком производи се синтетички бензин у Јужноафричкој Републици, двама поступцима, тзв. „Сасол“ и „Синтол поступцима“, а синтетички плин се добива од угља или природног гаса.
Фишер-Тропшовов поступак је добио назив по немачком хемичару Франзу Фишеру (1852—1932.) и чешком хемичару Хансу Тропши (1839—1935.), који су открили тај поступак око 1920. Након тога су направљене многе измјене и слични поступци, као нпр. Фишер-Тропшова синтеза и други. Почео се примењивати у Немачкој од 1936, тако да је у Другом светском рату било око 9% заменског горива за нафту у њиховој војној индустрији. Ступањ искориштења тог поступка се креће од 25% до 50%.

### Добивање енергије из комуналног отпада
Искориштавање комуналног отпада у сврху добијања енергије, али и адекватно збрињавање отпада, постало је нужност савременог развијеног света. Порастом животног стандарда расте и производња комуналног отпада, за чије збрињавање већ одавно нису адекватна одлагалишта на којима се отпад претходно не сортира, механички обрађује, а потом и делимично рециклира. Велика количина отпада који се одлаже у близини већих градских насеља или градова негативно утиче на здравље људи, али и квалитет живота уопште. Изгарањем отпада у постројењу за термичку обраду отпада значајно се смањује запремина (до 90%) и маса одложеног остатка изгарања до 75%).

### Биогорива
Биогорива су горива која се добијају прерадом биомасе. Њихова енергија је добијена фиксацијом угљеника, тј. редукцијом угљеника из ваздуха у органска једињења. За разлику од угљеника који ослобађају фосилна горива мењајући климатске услове на Земљи, угљеник у биогоривима долази из атмосфере, одакле га биљке узимају током раста. Иако су фосилна горива добијена фиксацијом угљеника, не сматрају се биогоривима јер садрже угљеник који се не измењује у природи већ дуго времена. Биогорива постају популарна због раста цена нафте, потребе за сигурнијом снабдевањем енергије, забринутости због штетних емисија гасова стаклене баште. Године 2010. светска производња биогорива досегла је 105 милијарди литара, с порастом од 17% у односу на 2009. У промету она заузимају 2,7%, с највећим уделом биоетанола и биодизела. Светска производња биоетанола је досегла 86 милијарди литара, а највећи произвођачи су Сједињене Америчке Државе и Бразил (заузимају 90% светске производње). Највећи произвођачи биодизела су земље Еуропске уније с уделом од 53% у светској производњи. Према подацима Интернационалне енергетске агенције (енгл. International Energy Agency), до 2050. биогорива могу задовољити четвртину светске потребе за горивима у промету. Глобално, биогорива се најчешће користе за превоз и у домаћинству. Већина горива за превозна средства су течна јер возила захтевају велику густину енергије, као што је она која је садржана у течностима и чврстим материјама. Велику густину енергије најлакше и најефикасније је добити мотором с унутрашњим сагоревањем, а он захтева да гориво буде чисто. Горива која најлакше изгарају су течна и гасовита (могу се утечњавати), практична су за пренос и изгарају чисто (без чврстих продуката).

#### Биоетанол
Биоетанол је етанол који се производи од биомасе и/или биоразградивога (целулозног) дела отпада, да би се користио као биогориво. Етанол се може користити у моторима с унутрашњим сагоревањем уз додавање бензину или као његова потпуна замена. За додавање до 20% етанола у бензин нису потребне никакве преинаке ни захвати на мотору, док за додавање већег удела или за погон само на етанол треба деломично модификовати мотор, што поскупљује цену таквих возила за око 5 до 10%. Возило с биоетанолом може достићи око 2/3 домета бензинског возила исте величине спремника, што се побољшава кориштењем етанола помешаног с бензином. Етанол који се користи у возилима као гориво је денатуриран, што значи да су му додата средства која спречавају конзумацију (нпр. мала количина, 2-5% бензина).

#### Биодизел
Биодизел је генерално назив за гориво добивено из биолошких извора које се може користити у немодификованим дизелским моторима уместо уобичајеног гасовитог уља. Биодизел је у ствари комерцијални назив за метил-естер, који се налази на тржишту течних горива и продаје крајњим корисницима. То је стандардизовано текуће неминерално гориво, неотровно, биоразградиво и замена за фосилно гориво (дизел). Метил-естер (МЕ) је хемијско једињење добијено реакцијом (трансестерификација) биљног уља (уљана репица, сунцокрет, соја, палма, рицинус итд.) или животињске масти, с метанолом, у присутности катализатора.
Биодизел се најчешће добија из биљних уља трансестерификацијом триглицерида. При томе заменом глицерола с метанолом од једног молекула триглицерида настају три молекула моноалкилних естара па су због смањења молекулске масе физичка својства биодизела погодна за кориштење у немодификованим моторима. Може се производити из биљних уља, рециклираног отпадног јестивог уља или животињске масти, процесом трансестерификације, при чему као споредни производ настаје глицерол. Избор основне сировине за добијање биодизела зависи од одговарајућих услова и прилика, па се у Европи за производњу биодизела највише користи уље уљане репице (82,8%) и уље сунцокрета (12,5%), док се у Америци највише користи уље соје, а у азијским земљама се користи и палмино уље. Треба напоменути да биодизел није исто што и биљна уља, која се користе у неким дизел возилима (сама или помешана с фосилним дизел горивима).

#### Биогас
Биогас је гасовито гориво који се добија анаеробном разградњом или ферментацијом органских материја, укључујући ђубриво, канализацијски муљ, комунални отпад или било који други биоразградиви отпад. Састоји се углавном од метана и угљен-диоксида. У будућности би могао бити важан извор енергије (енергетика). Биогас тј. смеша гасова у којој је већина метан може се добити од сваке биомасе. Биомаса је сва органска материја настала растом биља и животиња. Од свих обновљивих извора енергије, највећи се допринос у ближој будућности очекује од биомасе. Сваке године на земљи настаје око 2.000 милијарди тона суве биомасе. За храну се од тога користи око 1,2%, за папир 1%, и за гориво 1%. Остатак, око 96% труне или повећава залихе обновљивих извора енергије. Од биомасе се могу производити обновљиви извори енергије као што су биогас, биодизел, биобензин, биоетанол, а сува маса се може млети у ситне комадиће пелете, који се могу спаљивати у аутоматизованим пећима за производњу топлоте и електричне енергије.

### Биогорива друге генерације
Биогорива друге генерације добивају се прерадом пољопривредног и шумског отпада. За разлику од прве генерације, биогорива ове генерације знатно би могла смањити емисију угљен-диоксида , а уз то не користе изворе хране као темељ производње и неке врсте осигуравају бољи рад мотора.

## Енергија плиме и осеке
Енергија плиме и осеке спада у облик хидроенергије која кретање мора узроковано месечевим менама или падом и порастом нивоа мора користи за претварање у електричну енергију и друге облике енергије. За сад још нема већих комерцијалних досега на експлоатацији те енергије, али потенцијал није мали. Енергија плиме и осеке има потенцијал за стварање електричне енергије у одређеним деловима света, односно тамо где су морске мене изразито наглашене. Морске мене су предвидљивије од енергије ветра и сунчеве енергије. Тај начин производње електричне енергије не може покрити светске потребе, али може дати велики допринос у обновљивим изворима. Разлика у висини плиме и осеке варира између (4,5-12,5 ) зависно од географске локације. Нпр. амплитуде плиме и осеке у Јадранском мору су 1 m, а на Атлантском, Тихом и Индијском океану просечно од 6 до 8 m. На појединим местима обале у западној Француској и у југозападном делу Велике Британије амплитуда достиже и више од 12 m. На западноеуропској атлантској обали временски размак између две плиме износи 12 сати и 25 минута, а на обалама Индокине настаје само једна плима у 24 сата. За економичну производњу је потребна минимална висина од 7 m. Процењује се да на свету постоји око 40 локација погодних за инсталацију плимних електрана.

## Енергија таласа
Електране на таласе су електране које користе енергију таласа за производњу електричне енергије. Енергија таласа је обновљиви извор енергије. То је енергија узрокована највећим делом деловањем ветра о површину океана. Снага таласа се разликује од дневних мена плиме/осеке и сталних циркуларних океанских струја. За кориштење енергије таласа морамо одабрати локацију на којој су таласи довољно чести и довољне снаге. Енергија таласа нагло опада с дубином таласа, те тако у дубини од 50 m износи свега 2% од енергије непосредно испод површине. Снага таласа процењује се на 2 x 109 , чему одговара снага од 10 kW на 1 метар таласне линије. Та снага варира зависно од географског положаја, од 3 kW/m на Медитерану до 90 kW/m на Северном Антлатику. Енергија таласа током времена варира (више и већих таласа има у зимском периоду ) и има случајни карактер. Стварање снаге из таласа тренутно није широко примењена комерцијална технологија, иако су постојали покушаји њеног кориштења још од 1890. У 2008. покушано је да се направи зглобни плутајући пригушник Пеламис у Португалу, у хидроелектрани на таласе Агусадора. Користила је 3 зглобна плутајућа пригушника Пеламис П-750 и имала укупно инсталирану снагу 2,25 MW. У новембру исте године електрични генератори су извађени из мора, а у марту 2009. пројект је заустављен на неодређено време. Друга фаза пројекта у којој је требало бити уграђено додатних 25 Пеламис П-750 машина и која је требало да повећа снагу на 21 MW, је у питању због повлачења неких партнера с пројекта.

## Добијање енергије осмозом
Добивање енергије осмозом је процес добивања електричне енергије темељен на процесу осмозе. Електране које раде на принципу осмозе поседују два водена спремника испуњена водом различитог степена салинитета. Услед разлике концентрације натријумовог хлорида између два спремника испуњених течношћу долази до појаве осмозе. Концентрација натријумовог хлорида у одвојеним спремницима тежи изједначавању те стога слатка вода почиње, кроз полупропусну мембрану која осигурава једносмјеран ток воде, протицати у спремник са сланом водом. Притисак који се јавља у спремнику слане воде, једнак је тлаку на дубини од 120 m под морем, те га је могуће искористити за погон турбине у генератору. Технологија добивања енергије осмозом у потпуности се темељи на обновљивим изворима.

## Водоникова економија
Водоникова економија или економија водоника је идеја промене светске економије енергије зависне на нафти у ону темељену на водонику. Када се говори о водониковој економији, у првом реду се мисли на еколошки прихватљиву производњу водоника у великим количинама и примену у два велика подручја: превозу и енергетици. Главни разлог је загађење које изазивају аутомобили с погоном на фосилна горива (угљоводонике). Само у САД 2001, емисија из моторних возила била је већа од 500 милијуна тона еквивалентног угљеника. Пре скоро 50 година у научној и техничкој литератури најављена је упораба водоника као примарног енергетског извора у превозу и електроенергетици. Касних 1960-их година, у НАСА Аполо програму употребљена је горивна ћелија на водоник као енергетски извор. У 2003. предсједник САД Буш и председник ЕУ Проди потврдили су визију водоникове економије. Америчко министарство за енергију иницирало је употребу водониковог горива, према којој би водоникова ера започела 2024.
Идеја о водониковој економији није тако нова. Још 1875. француски писац Жил Верн прорекао је да компоненте воде, водоник и кисеоник, могу осигурати неограничене количине електричне енергије и топлоте. Али све до данас, то је није остварено. Кориштење претежно фосилних горива за добивање енергије довело је већ до великих глобалних проблема (глобално загревање, повећање нивоа гасова стаклене баште, пораст нивоа мора), решење којих већ сада тражи високу цену.

### Горива ћелија
Горивна ћелија је електрохемијски уређај који служи за непосредну конверзију хемијске енергије, садржане у неком хемијском елементу или споју, у истосмерну електричну струју. Горива се ћелија, исто тако као и батерија, састоји из две електроде уроњене у исти електролит. На аноди гориве ћелије оксидира се гориво, тј. неки хемијски елемент или једињење високог садржаја унутрашње енергије. Електрони, произведени оксидацијом горива, одводе се од аноде спољашњим кругом проводника и преко потрошача (отпорник, електрични мотор истосмерне струје, сијалица и сл.) до катоде. На катоди неки се други елемент или једињење (оксиданс) редукује захватом електрона произведених на аноди. Продукти реакције, негативни и позитивни јони, спајају се у електролиту, а настали продукт одводи се из гориве ћелије. Често је коначни продукт реакције исти као да је гориво изгорело у оксидансу уз директну претварање хемијске у унутрашњу термичку енергију. Одатле и потиче назив горива ћелија. Гориве ћелије су високо делотворни претварачи енергије. Без покретних су делова и раде без буке. Примена горивих ћелија ограничена је за сада на свемирске летилице и у неке војне сврхе, дакле тамо где висока набавна цена није примарни фактор.